# Pawłodar

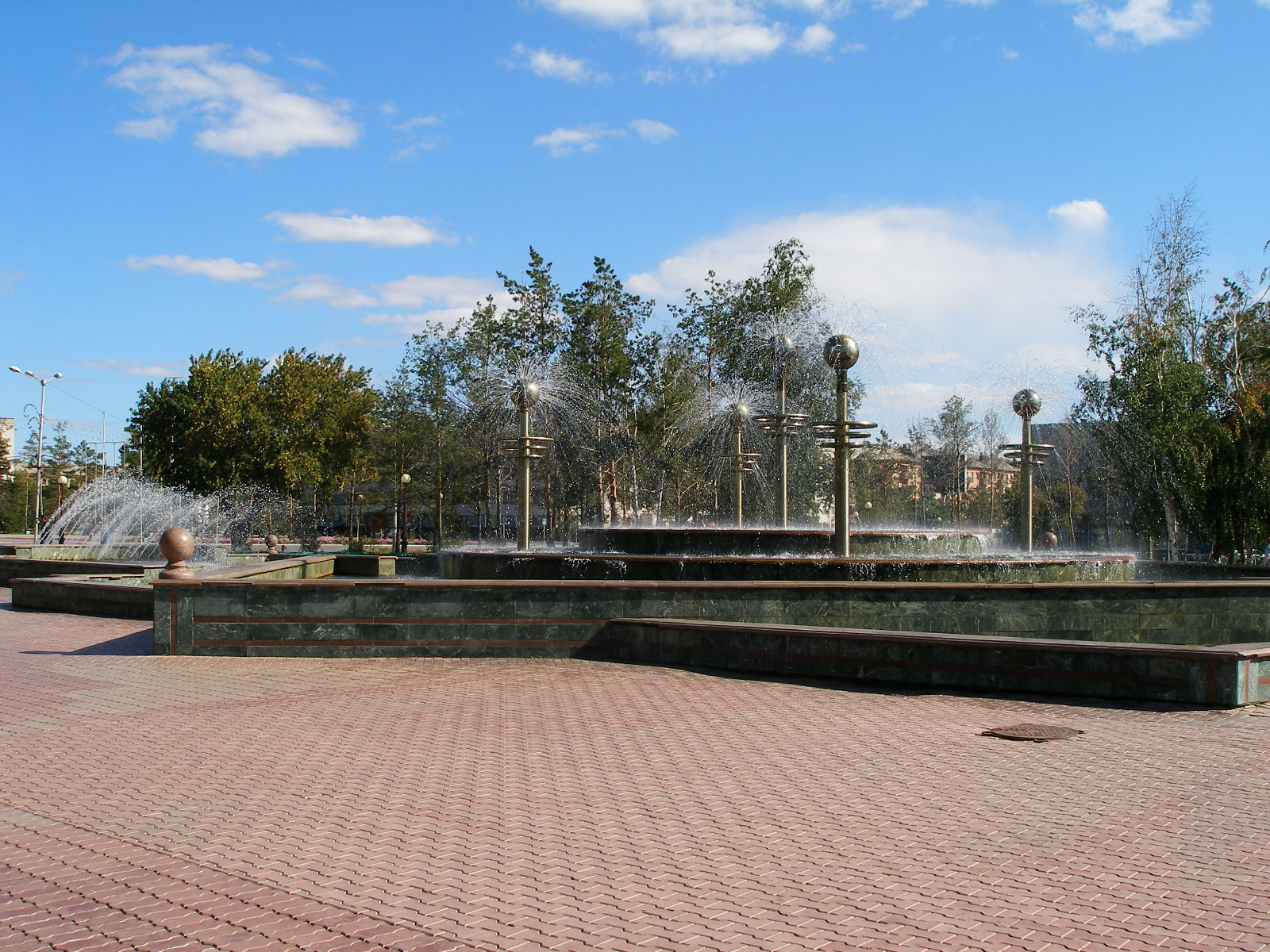
Fontanna w centrum miasta

Pawłodar (kaz. Павлодар; ros. Павлодар) – miasto obwodowe w północno-wschodniej części Kazachstanu, port nad Irtyszem, siedziba administracyjna obwodu pawłodarskiego. W 2022 liczyło 361,4 tys. mieszkańców. Ośrodek przemysłu hutniczego (huta aluminium), petrochemicznego, maszynowego, metalurgicznego, chemicznego, spożywczego i lekkiego.

## Historia
Założony w 1720 roku jako posterunek Koriakowski w ufortyfikowanej przez Rosjan linii wzdłuż Irtyszu. W 1838 przekształcony w stanicę Koriakowskaja. Prawa miejskie i nazwę Pawłodar uzyskał w 1861 roku, a status miasta obwodowego – w 1938 roku. Pawłodar był ośrodkiem handlu solą i produktami rolniczymi. Rozwój nastąpił w połowie lat 60. XX wieku, w momencie tworzenia nowych zakładów przemysłowych. W 1978 roku ukończono budowę rafinerii ropy naftowej.

## Skład narodowościowy
- Kazachowie – 48,9%
- Rosjanie – 40,5%
- Ukraińcy – 3,6%
- Tatarzy – 2%
- Pozostali – 5,4%[1]

## Religia
- Eparchia pawłodarska
- Sobór Zwiastowania w Pawłodarze

## Transport
- Tramwaje w Pawłodarze
- Port lotniczy Pawłodar[3]

## Gospodarka
W mieście rozwinął się przemysł maszynowy, środków transportu, spożywczy, drzewny oraz materiałów budowlanych.

## Sport
- Irtysz Pawłodar – klub piłkarski
  - Stadion Centralny w Pawłodarze
- Jertys Pawłodar – klub hokejowy

## Współpraca
- Bydgoszcz, Polska
- Omsk, Rosja
- Denizli, Turcja
- Kropywnycki, Ukraina